# Kerling-lès-Sierck
Kerling-lès-Sierck là một xã trong vùng Grand Est, thuộc tỉnh Moselle, quận Thionville-Est, tổng Sierck-les-Bains. Tọa độ địa lý của xã là 49° 23' vĩ độ bắc, 06° 21' kinh độ đông. Kerling-lès-Sierck nằm trên độ cao trung bình là m mét trên mực nước biển, có điểm thấp nhất là 175 mét và điểm cao nhất là 311 mét. Xã có diện tích 17,82 km², dân số vào thời điểm 1999 là 439 người; mật độ dân số là 24 người/km².

## Thông tin nhân khẩu
| 1962 | 1968 | 1975 | 1982 | 1990 | 1999 |
| ---- | ---- | ---- | ---- | ---- | ---- |
| 411  | 447  | 422  | 408  | 384  | 439  |